# Mark Morris
Hay también un jugador de fútbol llamado Mark Morris y una autor inglés llamado Mark Morris.

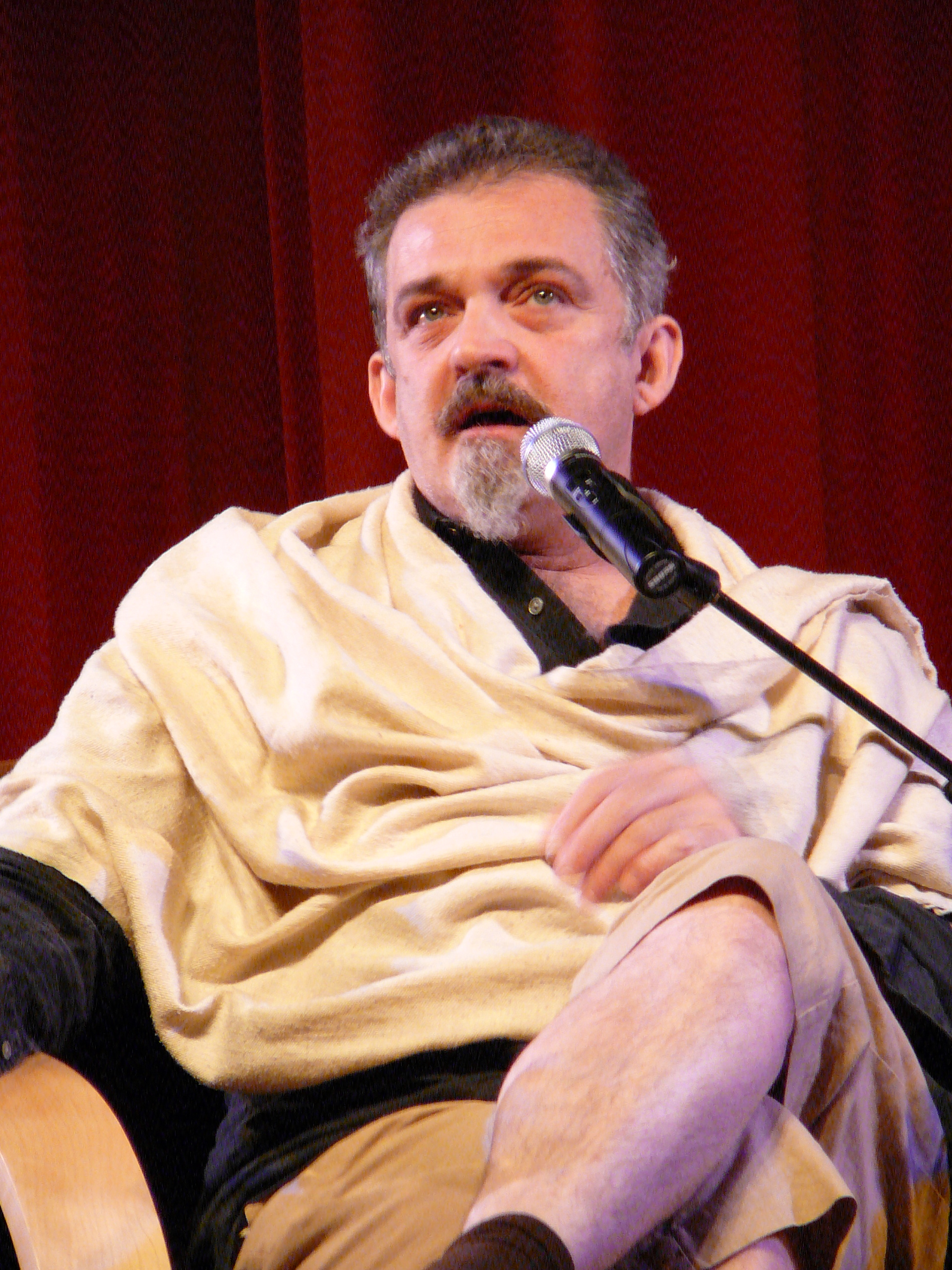
Mark Morris en 2006.

Mark Morris (29 de agosto de 1956) es un bailarín y coreógrafo de danza contemporánea estadounidense cuyo trabajo es aclamado por su artesanía, ingeniosidad, humor y a veces por sus eclécticos acompañamientos musicales. Morris es popular tanto entre los aficionados a la danza como entre el gran público.

## Biografía
Morris creció en medio de una familia artística; su padre le enseñó a leer música y su madre le introdujo en el mundo de la danza folclórica Balkan y el ballet. En los primeros años de su carrera, actuó con Lar Lubovitch, Hannah Kahn, Laura Dean, Eliot Feld y el Koleda Balkan Dance Ensemble.
Posteriormente Morris se trasladó a Nueva York, donde estableció su propia compañía, el Mark Morris Dance Group, que debutó en 1980. Entre 1988 y 1991, fue la compañía residente en el Théâtre de La Monnaie en Bruselas. 
En 1990, Morris y Mijaíl Barýshnikov fundaron el White Oak Dance Project, un grupo formado por el coreógrafo y que interpretaba danza contemporánea. 
Desde 1994, Morris creó seis obras para el Ballet de San Francisco. También recibió comisiones de compañías como el American Ballet Theatre, el Ballet de Boston y el Ballet de la Ópera de París. Ha trabajado ampliamente en ópera, dirigiendo y coreografiando producciones para la New York City Opera, la English National Opera y la Royal Opera House, Covent Garden, la más reciente fue dirigir y coreografiar King Arthur para la English National Opera en junio de 2006.
Entre los trabajos más notables de Morris están The Hard Nut (1991), una versión campy del Cascanueces escenificada en los años 1960, L'Allegro, Il Penseroso, ed Il Moderato (1988), Dido and Aeneas (1989), The Office (1995), Greek to Me (2000), una versión danzada de la ópera de Virgil Thomson–Gertrude Stein Four Saints in Three Acts (2001), el ballet The Garden (2001) y las obras de danza moderna V (2002) y All Fours (2004).
Morris y su Dance Group también colaboraron con el chelista Yo-Yo Ma en Falling Down Stairs, una película de Barbara Willis Sweete disponible en la colección de Ma Inspired by Bach, volumen 2. En casu, Morris coreografió una danza basada en la Suite n.° 3 para violonchelo solo, que Ma interpreta. La pel{icula de Sweete representa tanto la performance como su evolución. Morris también ha trabajado con artistas visuales tales como Isaac Mizrahi y Howard Hodgkin. 
Morris es el protegonista de una biografía, Mark Morris (1993), del crítico de danza Joan Acocella. En 2001, Morris publicó L’Allegro, il Penseroso ed il Moderato: A Celebration, un volumen de fotografías y ensayos críticos.
En 2001 su compañía se trasladó a sus estudios permanentes en Brooklyn.